# Ethan Galbraith
Ethan Stuart William Galbraith (ur. 11 maja 2001 w Belfaście) – północnoirlandzki piłkarz występujący na pozycji pomocnika w angielskim klubie Manchester United oraz w reprezentacji Irlandii Północnej.

## Kariera klubowa
Galbraith występował w juniorskich drużynach takich zespołów jak: Carnmoney Colts, Ballyclare Comrades, Glentoran, Crusaders, Linfield i Manchesteru United, do którego dołączył w 2017 roku. 28 listopada 2019 roku zadebiutował w seniorskiej piłce w przegranym 2:1 meczu fazy grupowej Ligi Europy przeciwko FK Astana, zmieniając w 89 minucie spotkania Angela Gomesa.

## Kariera reprezentacyjna
W reprezentacji Irlandii Północnej zadebiutował 5 września 2019 roku w wygranym 1:0 meczu przeciwko Luksemburgowi.

## Statystyki

### Klubowe
(aktualne na dzień 7 sierpnia 2021)
| Klub               | Sezon              | Liga               | Liga  | Liga   | Puchar Anglii | Puchar Anglii | Puchar ligi | Puchar ligi | Europa | Europa | Inne  | Inne   | Suma  | Suma   |
| Klub               | Sezon              | Liga               | Mecze | Bramki | Mecze         | Bramki        | Mecze       | Bramki      | Mecze  | Bramki | Mecze | Bramki | Mecze | Bramki |
| ------------------ | ------------------ | ------------------ | ----- | ------ | ------------- | ------------- | ----------- | ----------- | ------ | ------ | ----- | ------ | ----- | ------ |
| Manchester United  | 2019/20            | Premier League     | 0     | 0      | 0             | 0             | 0           | 0           | 1      | 0      | –     | –      | 1     | 0      |
| Manchester United  | 2020/21            | Premier League     | 0     | 0      | 0             | 0             | 0           | 0           | 0      | 0      | –     | –      | 0     | 0      |
| Manchester United  | 2021/22            | Premier League     | 0     | 0      | 0             | 0             | 0           | 0           | 0      | 0      | –     | –      | 0     | 0      |
| Ogólnie w karierze | Ogólnie w karierze | Ogólnie w karierze | 0     | 0      | 0             | 0             | 0           | 0           | 1      | 0      | 0     | 0      | 1     | 0      |